# Corymbina
Corymbina is een geslacht van uitgestorven weekdieren uit de klasse van de Gastropoda (slakken).

## Soorten
- Corymbina aegaea (Oppenheim, 1919) †
- Corymbina coronatus (Marinescu, 1992) †
- Corymbina elegans (Cantraine, 1841) †
- Corymbina rhodensis Bukowski, 1892 †